# Jack Miller
Jack Peter Miller (Townsville, 18 gennaio 1995) è un pilota motociclistico australiano.

## Carriera

### Gli inizi
Comincia a correre in moto all'età di cinque anni, inizialmente su sterrato, ottenendo alcuni titoli sia in competizioni nello stato del Queensland sia a livello nazionale. Nel 2009 passa alle corse su strada, partecipando alla classe 125 dei campionati australiani ASBK e MRRDA e vincendo il titolo in quest'ultimo. Nel 2010 si trasferisce in Europa, debuttando nel campionato spagnolo e in quello tedesco, nei quali corre anche l'anno successivo, quando riesce a laurearsi campione nell'IDM 125 in Germania.

### Classe 125 e Moto3

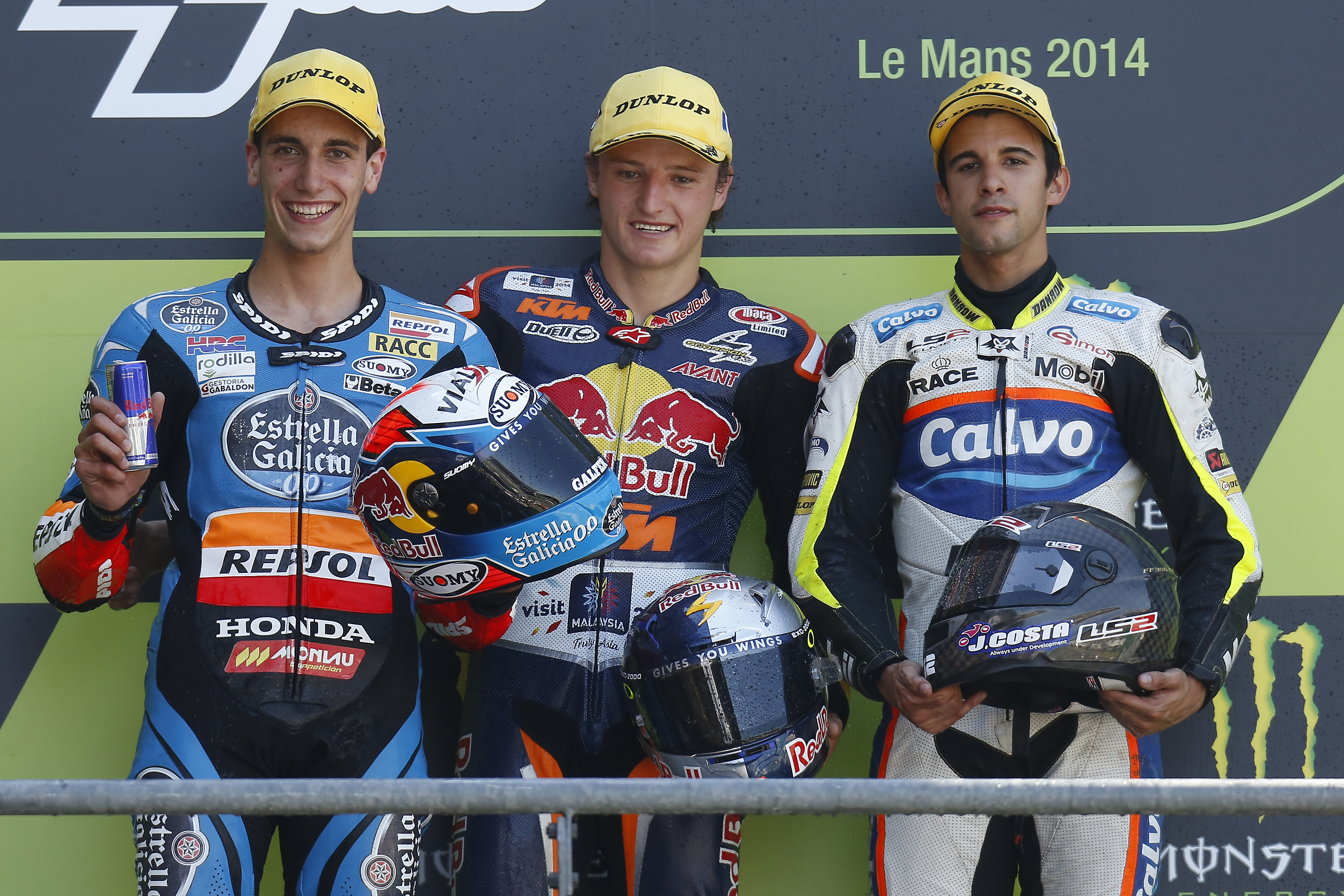
Da sinistra: Álex Rins, Miller e Isaac Viñales sul podio del Gran Premio di Francia 2014 di Moto3.

Sempre nel 2011 esordisce nel motomondiale correndo nella classe 125 il Gran Premio di Germania come wildcard a bordo di un'Aprilia RSA 125 del team RZT Racing. Dal Gran Premio di San Marino, eccetto che in Aragona, sostituisce Péter Sebestyén nel team Caretta Technology, equipaggiato da una KTM FRR 125. Nel 2012 rimane nello stesso team nella classe Moto3, questa volta alla guida di una Honda NSF250R; il compagno di squadra è Alexis Masbou. Ottiene un buon risultato arrivando 4º al GP di Germania. Conclude la stagione al 23º posto con 17 punti ma è costretto a saltare i Gran Premi: del Portogallo, di Indianapolis e della Repubblica Ceca per infortuni alla clavicola sinistra.
Nel 2013 rimane nello stesso team alla guida di una FTR M313, con compagno di squadra John McPhee. Ottiene come miglior risultato due quinti posti (San Marino e Australia e termina la stagione al 7º posto con 110 punti). Nel 2014 passa al team Red Bull KTM Ajo, con compagno di squadra Karel Hanika. Vince la sua prima gara della carriera nel motomondiale in occasione del GP del Qatar, per poi ripetersi, tagliando per primo il traguardo in altre cinque occasioni nell'arco del campionato (nei GP: delle Americhe, di Francia, Germania, Australia e della Comunità Valenciana), un secondo posto in Malesia, tre terzi posti (Argentina, Indianapolis e San Marino) e otto pole position (Americhe, Argentina, Spagna, Paesi Bassi, Germania, Indianapolis, San Marino e Malesia) e termina la stagione al 2º posto con 276 punti.

### MotoGP
Nel 2015 Miller diventa il primo pilota della storia a passare in MotoGP direttamente dalla Moto3 (il terzo della storia del Motomondiale), venendo ingaggiato dal team di MotoGP CWM LCR Honda, che gli affida una Honda RC213V-RS con specifiche Open; il compagno di squadra è Cal Crutchlow. Chiude la stagione al diciannovesimo posto in classifica con 17 punti. Nel 2016 passa al team Estrella Galicia 0,0 Marc VDS, alla guida di una Honda; il compagno di squadra è Esteve Rabat. Ottiene la sua prima vittoria in MotoGP il 26 giugno, nel Gran Premio d'Olanda, gara caratterizzata da una doppia partenza a causa della interruzione per la pioggia. In questa stagione è costretto al saltare il Gran Premio delle Americhe a causa della frattura del quinto metatarso del piede destro rimediata nelle prove libere del GP e quelli d'Austria e Repubblica Ceca a causa di una vertebra fratturata durante il warm-up del gran premio austriaco. In quel frangente aveva subito anche un infortunio alla mano destra a causa del quale ha dovuto saltare anche i Gran Premi di San Marino e Aragona. Conclude la stagione al 18º posto con 57 punti.

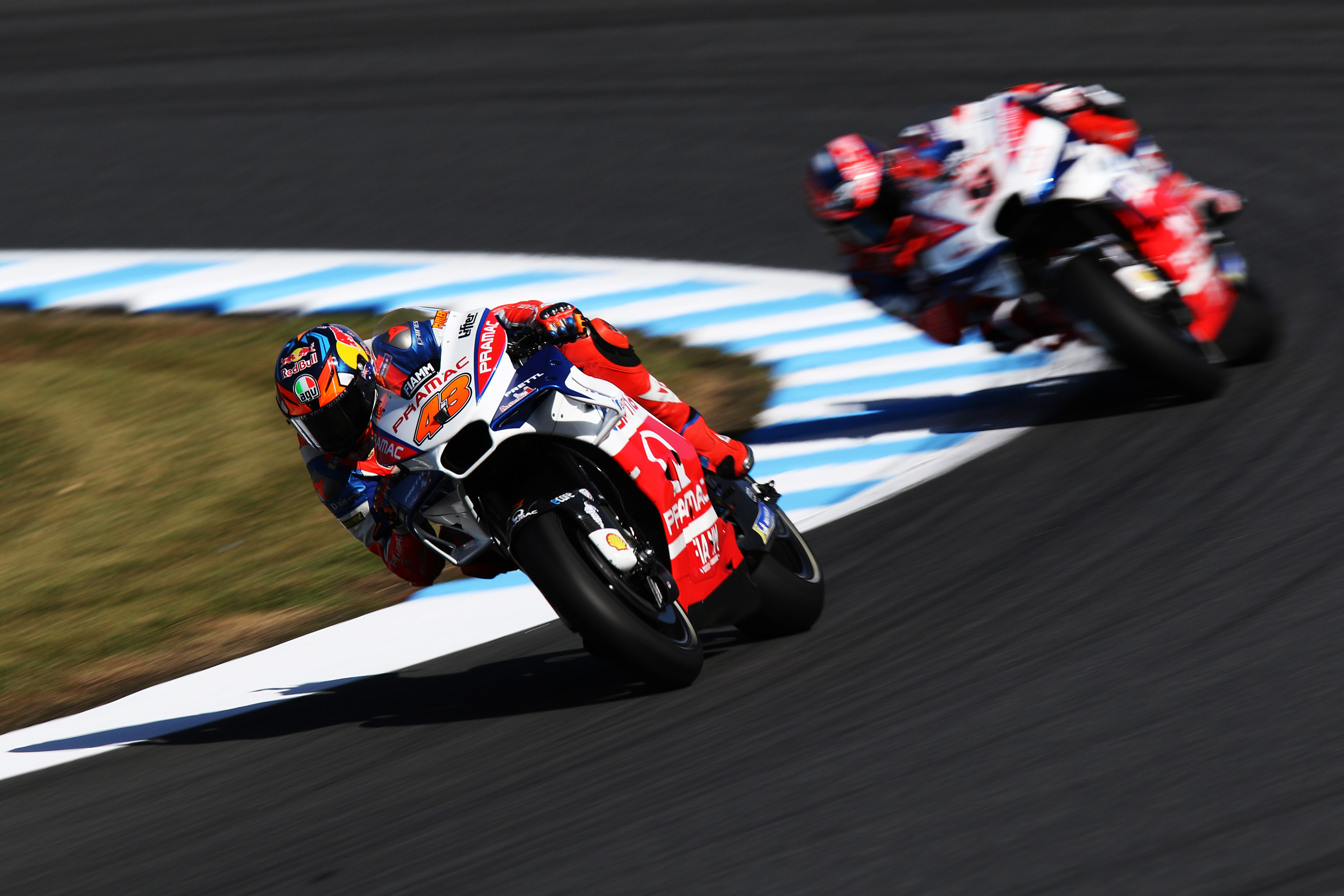
Miller, su Ducati Desmosedici di Pramac Racing, precede il compagno di squadra Danilo Petrucci nel warm up del Gran Premio del Giappone 2018 di MotoGP.

Nel 2017 è nuovamente pilota titolare in MotoGP, con lo stesso team e lo stesso compagno di squadra della stagione precedente. Ottiene come miglior risultato due sesti posti (Olanda e San Marino) e termina la stagione all'11º posto con 82 punti. In questa stagione è costretto a saltare il Gran Premio del Giappone a Motegi a causa di una frattura a tibia e perone della gamba destra rimediata in allenamento. Nel 2018 passa a guidare la Ducati Desmosedici del team Pramac Racing, con compagno di squadra Danilo Petrucci. Ottiene una pole position in Argentina e due quarti posti (Argentina e Francia) come miglior risultato in gara. Conclude la stagione al 13º posto con 91 punti.
Nel 2019 rimane nello stesso team, con compagno di squadra Francesco Bagnaia. Ottiene cinque terzi posti (Americhe, Repubblica Ceca, Aragona, Australia e Comunità Valenciana) e chiude la stagione all'ottavo posto con 165 punti. Nel 2020 rimane nello stesso team. Ottiene tre secondi posti (Stiria, Comunità Valenciana e Portogallo) e un terzo posto in Austria e conclude la stagione al settimo posto con 132 punti.
Nel 2021 corre con il team ufficiale Ducati, con compagno di squadra Francesco Bagnaia. Ottiene la sua prima vittoria con la casa di Borgo Panigale al GP di Spagna a Jerez de la Frontera il 2 maggio, ripetendo l'impresa anche al successivo Gran Premio in Francia sulla pista di Le Mans. Giunge terzo in Catalogna, nel Gran Premio dell’Algarve e nel Gran Premio della Comunità Valenciana. Termina la stagione con 181 punti e il quarto posto in campionato. Nel 2022 gareggia con lo stesso Team e compagno di squadra della stagione precedente. Fa segnare una altra pole position (al Gran Premio di Misano) e torna alla vittoria al Gran Premio del Giappone chiudendo la stagione al quinto posto.
Nel 2023, dopo cinque anni con Ducati, corre con la KTM RC16 del team Red Bull KTM Factory Racing, il compagno di squadra è il sudafricano Brad Binder. Al Gran Premio di Spagna si classifica terzo sia nella sprint che nella gara ottenendo il miglior risultato stagionale, chiude il campionato all'undicesimo posto. Nel 2024 prosegue con la stessa squadra dell'annata precedente, con quasi novanta puunti conclude il campionato al quattordicesimo posto.
Per la stagione 2025 passa al team Pramac Racing, andando a guidare per la Yamaha.

## Risultati nel motomondiale
| 2011 | Classe | Moto          |  |  |  |  |  |  |  |  |     |    |  |  |    |  |    |    |    |     |  |  |  |  | Punti | Pos. |
| ---- | ------ | ------------- |  |  |  |  |  |  |  |  | --- | -- |  |  | -- |  | -- | -- | -- | --- |  |  |  |  | ----- | ---- |
| 2011 | 125    | Aprilia e KTM |  |  |  |  |  |  |  |  | Rit | NE |  |  | 24 |  | 16 | 23 | 16 | Rit |  |  |  |  | 0     |      |

| 2012 | Classe | Moto  |    |     |     |     |    |     |    |   |    |    |    |     |     |    |    |    |    |     |  |  |  |  | Punti | Pos. |
| ---- | ------ | ----- | -- | --- | --- | --- | -- | --- | -- | - | -- | -- | -- | --- | --- | -- | -- | -- | -- | --- |  |  |  |  | ----- | ---- |
| 2012 | Moto3  | Honda | 25 | Rit | Inf | Rit | 15 | Rit | SQ | 4 | 21 | NE | NP | Inf | Rit | 19 | 19 | 13 | 21 | Rit |  |  |  |  | 17    | 23º  |

| 2013 | Classe | Moto      |    |   |     |    |    |   |   |   |    |     |   |   |   |    |   |   |   |     |  |  |  |  | Punti | Pos. |
| ---- | ------ | --------- | -- | - | --- | -- | -- | - | - | - | -- | --- | - | - | - | -- | - | - | - | --- |  |  |  |  | ----- | ---- |
| 2013 | Moto3  | FTR Honda | 16 | 6 | Rit | 12 | 10 | 7 | 7 | 7 | NE | Rit | 7 | 7 | 5 | 13 | 6 | 5 | 6 | Rit |  |  |  |  | 110   | 7º   |

| 2014 | Classe | Moto |   |   |   |   |   |     |   |     |   |   |   |   |   |    |   |   |   |   |  |  |  |  | Punti | Pos. |
| ---- | ------ | ---- | - | - | - | - | - | --- | - | --- | - | - | - | - | - | -- | - | - | - | - |  |  |  |  | ----- | ---- |
| 2014 | Moto3  | KTM  | 1 | 1 | 3 | 4 | 1 | Rit | 4 | Rit | 1 | 3 | 5 | 6 | 3 | 27 | 5 | 1 | 2 | 1 |  |  |  |  | 276   | 2º   |

| 2015 | Classe | Moto  |     |    |    |    |     |     |    |     |    |     |    |     |    |    |     |    |    |    |  |  |  |  | Punti | Pos. |
| ---- | ------ | ----- | --- | -- | -- | -- | --- | --- | -- | --- | -- | --- | -- | --- | -- | -- | --- | -- | -- | -- |  |  |  |  | ----- | ---- |
| 2015 | MotoGP | Honda | Rit | 14 | 12 | 20 | Rit | Rit | 11 | Rit | 15 | Rit | 19 | Rit | 12 | 19 | Rit | 15 | 17 | 21 |  |  |  |  | 17    | 19º  |

| 2016 | Classe | Moto  |    |     |    |    |     |     |    |   |   |    |     |    |    |     |     |    |   |    |  |  |  |  | Punti | Pos. |
| ---- | ------ | ----- | -- | --- | -- | -- | --- | --- | -- | - | - | -- | --- | -- | -- | --- | --- | -- | - | -- |  |  |  |  | ----- | ---- |
| 2016 | MotoGP | Honda | 14 | Rit | NP | 17 | Rit | Rit | 10 | 1 | 7 | NP | Inf | 16 | NP | Inf | Rit | 10 | 8 | 15 |  |  |  |  | 57    | 18º  |

| 2017 | Classe | Moto  |   |   |    |     |   |    |     |   |    |    |     |    |   |    |     |   |   |   |  |  |  |  | Punti | Pos. |
| ---- | ------ | ----- | - | - | -- | --- | - | -- | --- | - | -- | -- | --- | -- | - | -- | --- | - | - | - |  |  |  |  | ----- | ---- |
| 2017 | MotoGP | Honda | 8 | 9 | 10 | Rit | 8 | 15 | Rit | 6 | 15 | 14 | Rit | 16 | 6 | 13 | Inf | 7 | 8 | 7 |  |  |  |  | 82    | 11º  |

| 2018 | Classe | Moto   |    |   |   |   |   |     |     |    |    |    |    |    |    |   |    |     |   |   |     |  |  |  | Punti | Pos. |
| ---- | ------ | ------ | -- | - | - | - | - | --- | --- | -- | -- | -- | -- | -- | -- | - | -- | --- | - | - | --- |  |  |  | ----- | ---- |
| 2018 | MotoGP | Ducati | 10 | 4 | 9 | 6 | 4 | Rit | Rit | 10 | 14 | 12 | 18 | AN | 18 | 9 | 10 | Rit | 7 | 8 | Rit |  |  |  | 91    | 13º  |

| 2019 | Classe | Moto   |     |   |   |     |   |     |   |   |   |   |     |   |   |   |    |    |   |   |   |  |  |  | Punti | Pos. |
| ---- | ------ | ------ | --- | - | - | --- | - | --- | - | - | - | - | --- | - | - | - | -- | -- | - | - | - |  |  |  | ----- | ---- |
| 2019 | MotoGP | Ducati | Rit | 4 | 3 | Rit | 4 | Rit | 5 | 9 | 6 | 3 | Rit | 8 | 9 | 3 | 14 | 10 | 3 | 8 | 3 |  |  |  | 165   | 8º   |

| 2020 | Classe | Moto   |    |   |     |   |   |   |   |     |   |     |   |     |   |   |   |  |  |  |  |  |  |  | Punti | Pos. |
| ---- | ------ | ------ | -- | - | --- | - | - | - | - | --- | - | --- | - | --- | - | - | - |  |  |  |  |  |  |  | ----- | ---- |
| 2020 | MotoGP | Ducati | NE | 4 | Rit | 9 | 3 | 2 | 8 | Rit | 5 | Rit | 9 | Rit | 6 | 2 | 2 |  |  |  |  |  |  |  | 132   | 7º   |

| 2021 | Classe | Moto   |   |   |     |   |   |   |   |   |     |     |    |   |   |   |   |     |   |   |  |  |  |  | Punti | Pos. |
| ---- | ------ | ------ | - | - | --- | - | - | - | - | - | --- | --- | -- | - | - | - | - | --- | - | - |  |  |  |  | ----- | ---- |
| 2021 | MotoGP | Ducati | 9 | 9 | Rit | 1 | 1 | 6 | 3 | 6 | Rit | Rit | 11 | 4 | 5 | 5 | 7 | Rit | 3 | 3 |  |  |  |  | 181   | 4º   |

| 2022 | Classe | Moto   |     |   |    |   |     |   |   |    |    |   |   |   |   |    |   |   |   |     |   |     |  |  | Punti | Pos. |
| ---- | ------ | ------ | --- | - | -- | - | --- | - | - | -- | -- | - | - | - | - | -- | - | - | - | --- | - | --- |  |  | ----- | ---- |
| 2022 | MotoGP | Ducati | Rit | 4 | 14 | 3 | Rit | 5 | 2 | 15 | 14 | 3 | 6 | 3 | 3 | 18 | 5 | 1 | 2 | Rit | 6 | Rit |  |  | 189   | 5º   |

| 2023 | Classe | Moto |    |   |      |   |     |    |    |     |    |     |   |     |     |    |    |   |    |    |   |     |  |  | Punti | Pos. |
| ---- | ------ | ---- | -- | - | ---- | - | --- | -- | -- | --- | -- | --- | - | --- | --- | -- | -- | - | -- | -- | - | --- |  |  | ----- | ---- |
| 2023 | MotoGP | KTM  | 74 | 6 | Rit9 | 3 | Rit | 76 | 63 | Rit | 87 | 155 | 8 | Rit | 147 | 64 | 79 | 7 | 16 | 86 | 9 | Rit |  |  | 163   | 11º  |

| 2024 | Classe | Moto |    |   |     |     |      |      |    |    |    |     |     |    |   |    |     |     |    |   |     |    |  |  | Punti | Pos. |
| ---- | ------ | ---- | -- | - | --- | --- | ---- | ---- | -- | -- | -- | --- | --- | -- | - | -- | --- | --- | -- | - | --- | -- |  |  | ----- | ---- |
| 2024 | MotoGP | KTM  | 21 | 5 | 137 | Rit | Rit8 | Rit7 | 16 | 11 | 13 | 127 | 195 | 15 | 8 | 16 | Rit | 108 | 11 | 5 | NP8 | 13 |  |  | 87    | 14º  |

| 2025 | Classe | Moto   |    |    |   |     |     |     |    |    |     |    |    |    |    |  |  |  |  |  |  |  |  |  | Punti | Pos. |
| ---- | ------ | ------ | -- | -- | - | --- | --- | --- | -- | -- | --- | -- | -- | -- | -- |  |  |  |  |  |  |  |  |  | ----- | ---- |
| 2025 | MotoGP | Yamaha | 11 | 13 | 5 | Rit | Rit | Rit | 79 | 14 | Rit | 14 | 85 | 10 | 18 |  |  |  |  |  |  |  |  |  | 52    |      |

| Legenda | 1º posto        | 2º posto            | 3º posto            | A punti      | Senza punti        | Grassetto – Pole position Corsivo – Giro più veloce |
| Legenda | Gara non valida | Non qual./Non part. | Ritirato/Non class. | Squalificato | '-' Dato non disp. | Grassetto – Pole position Corsivo – Giro più veloce |